# Корновенко Сергій Валерійович
Корновенко Сергій Валерійович (нар. 28 липня 1974 р., смт Ширяєве Одеської обл.) — український історик, доктор історичних наук, професор, професор кафедри археології та спеціальних галузей історичної науки Черкаського національного університету імені Богдана Хмельницького, голова спеціалізованої вченої ради Д 73.053.01 у Черкаському національному університеті імені Богдана Хмельницького. Дійсний член (академік) Української академії геополітики та геостратегії (2025).

## Освіта, службова кар'єра, громадська діяльність
У 1996 р. з відзнакою закінчив факультет української філології Черкаського державного університету ім. Б. Хмельницького за спеціальністю «українська мова і література, історія», потім навчався в аспірантурі кафедри історії України й відразу після її закінчення захистив дисертацію на здобуття наукового ступеня кандидата історичних наук. Від 2001 р. обіймав посаду доцента кафедри новітньої історії і права названого ЗВО, а в 2010 р. здобув науковий ступінь доктора історичних наук. У 2012 р. отримав вчене звання професора і очолив кафедру інтелектуальної власності та цивільно-правових дисциплін ЧНУ ім. Б. Хмельницького. 2014 р. - 2022 р. — проректор із наукової, інноваційної та міжнародної діяльності ЧНУ імені Богдана Хмельницького.
Заступник голови ради Наукового товариства істориків-аграрників. Член Національної спілки краєзнавців України (2012 р.), обраний головою її первинної організації при ЧНУ ім. Б. Хмельницького. Входить до складу координаційної ради з питань національно-патріотичного виховання при Черкаській міській раді. Голова Черкаського регіонального (обласного) осередку Української академії історичних наук.  Член Центру інтелектуальної власності, інноватики та управління проектрами ЧНУ ім. Б. Хмельницького.

## Наукові досягнення
Серед пріорітетної проблематики наукової діяльності С. В. Корновенка — історія ХХ ст., аграрна історія, інтелектуальна власність, краєзнавство, історіографія, методика та методологія наукових досліджень та ін. Ним опубліковано понад 200 наукових та навчально-методичних праць, зокрема 20 окремих видань (монографій, навчальних посібників, хрестоматій тощо). Був співвиконавцем держбюджетної теми «Історичні форми ментальності, соціально-економічної та громадсько-політичної самоорганізації українського селянства» (№ державної реєстрації 0102U006796). Керівник держбюджетної теми «Селянство України за умов суспільно-політичних потрясінь та соціально-економічних трансформацій першої третини ХХ ст.» (№ державної реєстрації 0115U000636). У 2019 р. – виграв грант Президента України Ф84/169-2019 «Національне державотворення періоду Української революції 1917 – 1921 рр.: селянські республіки» (№ держреєстрації: 0119U103211)» докторам наук (розпорядження Президента України №241/2019-рп). У 2020–2021 рр. – керівник проєкту «Аграризм: селяноцентричний феномен Української революції 1917 – 1921 рр.» (№ держреєстрації: 0120U104010) Національного фонду досліджень України.
Узяв активну участь в організації та проведенні понад 80 наукових конференцій, симпозіумів, читань різного рівня. Під його керівництвом захищено 13 кандидатських дисертацій. Виступив консультантом 3 докторських дисертацій.
Зі створенням в університеті спеціалізованої вченої ради із захисту кандидатських дисертацій К-73.053.03 (2003 р.) виконував обов'язки її вченого секретаря, а в жовтні 2012 р. обраний головою цієї структури. Від 2014 р. рада приймає до захисту й докторські дисертації (Д 73.053.01). 
Головний редактор фахових збірників «Вісник Черкаського університету» та «Український селянин», що включені до категорії "Б" Переліку фахових видань України. 

## Нагороди
- 2007—2009 рр. — стипендіат Кабінету Міністрів України для молодих учених
- 2010 р. — стипендіат Верховної Ради України для молодих талановитих учених
- 2013 р. — посвідчення «Почесний краєзнавець України»
- 2015 р. — Почесна грамота Департаменту освіти і науки Черкаської обласної державної адміністрації
- 2016 р. — Подяка Міністерства освіти і науки України

## Основні праці

### Монографії та посібники
1. Українська революція: навч. посіб. / С. В. Корновенко, А. Г. Морозов, О. П. Реєнт. — Вінниця: Фоліант, 2004. — 432 с. ;
2. Українська революція: історичні портрети / С. В. Корновенко, А. Г. Морозов, О. П. Реєнт. — Вінниця: Фоліант, 2004. — 288 с.
3. Аграрна політика в Україні періоду національно-демократичної революції (1917—1921 рр.): [монографія] / Н. А. Ковальова, С. В. Корновенко, О. В. Малиновський [та ін.]. — Черкаси: АНТ, 2007. — 280 с.
4. Аграрна політика білогвардійських урядів А. Денікіна, П. Врангеля на підконтрольних їм українських територіях (1919—1920 рр.): історіографічний процес 1919 — 2000-х рр. / С. В. Корновенко. — Черкаси: Ант, 2008. — 238 с.
5. Сторінки історії України: довід. для школярів і студентів / С. Корновенко С., О. Гуржій. — Черкаси: Ант, 2009. — Вип. 1. — 222 с.
6. Білий рух Півдня Росії: аграрна політика урядів А. Денікіна, П. Врангеля (1919—1920 рр.): [монографія] / С. В. Корновенко. — Черкаси: Чабаненко Ю. А., 2009. — 438 с.
7. Кононенко Ю. С. Вступ до інтелектуальної власності: навч. посіб. для студ. вищ. навч. закл. / Ю. С. Кононенко, С. В. Корновенко. — Черкаси: Чабаненко Ю. А., 2010. — 177 с.
8. Берестовий А. І. Податкові платежі селянства Наддніпрянської України у другій половині ХІХ — на початку ХХ ст.: [монографія] / А. І. Берестовий, С. В. Корновенко. — Черкаси: Чабаненко Ю. А., 2015. — 212 с.
9. Аграрне питання у політичній діяльності С. Ю. Вітте: [монографія] / С. В. Корновенко, З. В. Священко. — Черкаси: Чабаненко Ю. А., 2015. — 190 с.
10. Діяльність закладів культури в українському селі в 90-х роках XX — на початку XXI століття (за матеріалами Черкаської області): монографія / С. В. Корновенко, С. В. Чмільова. — Черкаси: В-во ЧНУ ім. Б. Хмельницького, 2015. — 263 с.
11. Податкова політика національних урядів в українському селі періоду революції 1917—1920 рр.: [монографія] / С. В. Корновенко, В. А. Іващенко. — Черкаси: В-во ЧНУ ім. Б. Хмельницького, 2016. — 160 с.
12. Становлення та діяльність податкових органів УСРР у період непу (1921—1928 рр.): монографія / С. В. Корновенко, Ю. В. Котик. — Вінниця: Фоліант, 2016. — 216 с.
13. Право інтелектуальної власності науково-педагогічного працівника: монографія / С. В. Корновенко, О. А. Кульбашна, О. С. Парамонова. — Черкаси: В-во ЧНУ ім. Б. Хмельницького, 2016. — 328 с.
14. Суспільно-політична активність селянства УСРР у роки непу: монографія / О. М. Абразумова, С. В. Корновенко. — Черкаси: В-во ЧНУ ім. Б. Хмельницького, 2017. — 190 с.
15. Kornovenko S. V., Zemzyulina N. I., Pasichna Y. G. Peasant Revolutionism in the Period of 1917-1921 Ukrainian Revolution. Peasant Republic-Building, Belianum. Publisher of Matej Bel University in Banska Bystrica, 2019. – 102 р. ISBN 978-80-557-1642-8
16. Корновенко С. В., Берестовий А. І., Компанієць О. В., Пасічна Ю. Г., П’янзін С. Д., Щербаков М. Я. Селянське республікотворення періоду Української революції 1917 -1921: монографія. – Черкаси: Чабаненко Ю.А., 2019. – 220 с. ISBN 978- 966-920-375-5
17. Корновенко С., Земзюліна Н., Ковальова Н., Малиновський Б., Масненко В., Морозов А., Михайлюк О., Пасічна Ю. Г. Селянство, земля і влада в період Української революції (1917 – 1921 рр.). Черкаси, 2020. – 440 с.
18. Peasant-centric dimension of the socio-cultural space of Ukraine during the revolution of 1917–1921. Lviv-Toruń : Liha-Pres, 2021. Рр. 105 – 121. (SENSE). ISBN 978-966-397-236-7 URL:http://catalog.liha-pres.eu/index.php/liha-pres/catalog/book/137

### Статті
1. Україна в системі міжнародних відносин (1917—1922 рр.) // Внешняя политика стран Центральной и Восточной Европы. — Донецк, 2000. — С. 80–96.
2. До питання прогресивності продподатку 1921 року // Український селянин: зб. наук. праць. / Нац. акад. наук України, Ін-т історії України, Черкаський державний ун-т ім. Б. Хмельницького. — Черкаси : 2002. — Вип. 2. — С. 62–71.
3. Трансформація податкової політики радянської влади в українському селі // Український селянин : : зб. наук. праць. — 2003. — Вип. 3. — С. 230—236.
4. Діяльність земельної комісії Г. Глинки з розробки врангелівського аграрного законодавства // Гуржіївські історичні читання: зб. наук. ст. — Черкаси, 2006. — С. 153—158.
5. Заходи білогвардійського уряду А. Денікіна з урегулювання орендних відносин в українському селі (1919 р.) // Український історичний журнал. — 2007 р. — № 1. — С. 117—125.
6. Аграрне законодавство П. Скоропадського у контексті вітчизняного та європейського досвіду вирішення земельного питання (1918—1921 рр.) // Український історичний журнал. — 2008 р. — № 4. — С. 72–81.
7. Погляди П. М. Врангеля на сутність та шляхи вирішення аграрного питання // Проблеми історії України XIX — початку XX ст. : [зб. наук. ст.]. — Київ, 2011. — Вип. 18. — С. 270—276.
8. Аграрна політика урядів А. Денікіна та П. Врангеля у сучасному пострадянському історіографічному просторі // Історична наука, історична пам'ять і національна свідомість модерної доби в Україні, Білорусі та Польщі: [матеріали Міжнар. наук. конф., 21 — 23 жовтня 2010 р., Черкаси]. — Черкаси, 2011. — С. 164—166.
9. Участь В. Колокольцева в розробці проекту аграрної реформи денікінського уряду // Український історичний журнал. — № 3 (510). — 2013. — С. 140—151.
10. Kornovenko S., Telvak V., Ilnytskyi V. Evolution of peasant land tenure during the Ukrainian revolution of 1917–1921. Baltic Journal of Economic Studies, 2018. Vol. 4. Р. 133–141. (Web of Science) URL:  http://www.baltijapublishing.lv/index.php/issue/article/view/434
11. Kornovenko S. A peasant component in the transition to the new economic policy (1921). Східноєвропейський історичний вісник. – Дрогобич: Видавничий дім «Гельветика», 2018. Вип. 7. – С. 104–110. (Web of Science) URL: http://dspu.edu.ua/ehbull/wp-content/uploads/2018/07/jrn-2018-07- 14.pdf
12. Kornovenko S., Svyaschenko Z. State protectionism in the Russian empire’s agricultural policy of the 1880s – 1890s. Східноєвропейський історичний вісник. Дрогобич: Видавничий дім «Гельветика», 2019. Вип. 10. С. 34 – 42. (Web of       Science) URL: http://eehb.dspu.edu.ua/article/view/159179
13. Kornovenko S., Pasichna Y. Agrarian Reform of P. Wrangel in the South of Ukraine (1920). Skhidnoievropeiskyi Istorychnyi Visnyk. 2020, Вип 17, 138–157. doi: https://doi.org/10.24919/2519-058x.17.218193, URL: http://eehb.dspu.edu.ua/article/view/21819  (Web of Science)
14. Kornovenko S., Pasichna Yu. Intellectual Bases of Ukrainian Agrarianism of the Revolutionary Epoch: Vyacheslav Lypynsky. Skhidnoievropeiskyi Istorychnyi Visnyk. 2021. Вип. 19, С. 107–121. doi: 10.24919/2519-058X.19.234292, URL: http://eehb.dspu.edu.ua/article/view/234292  (Web of Science)
15. Корновенко С. Хутірська філософія П.Куліша: біля джерел українського аграризму. Український історичний журнал. 2020. №5. С. 80-93. URL:https://chtyvo.org.ua/authors/Kornovenko_Serhii/Khutirska_filosofiia_PKulisha_bilia_dzherel_ukrainskoho_ahraryzmu/  (Web of Science)